# Nicolas Meizonnet
Pour les articles homonymes, voir Meizonnet.
Nicolas Meizonnet, né le 22 décembre 1983 à Nîmes (Gard), est un homme politique français.
Membre du Rassemblement national, il devient député de la 2e circonscription du Gard en 2020 à la suite de la démission de Gilbert Collard dont il était le suppléant, ce dernier ayant été élu au Parlement européen. Il est réélu député dans la même circonscription lors des élections législatives de 2022. Depuis sa réélection, il siège au sein du groupe RN et est membre de la commission des Affaires économiques de l'Assemblée nationale.

## Biographie

### Famille et carrière professionnelle
Né le 22 décembre 1983 à Nîmes,, Nicolas Jérôme Grégoire Meizonnet-Bérenguier (dit Meizonnet) est le fils de Jean-Louis Meizonnet, médecin généraliste, conseiller municipal RN de Vauvert et conseiller régional d'Occitanie.
Après avoir fait ses classes au lycée Montaury (aujourd'hui Albert-Camus) de Nîmes, il suit des études à l'université Montpellier-II[source insuffisante] dans le domaine de l'informatique. Il suit un master 1 en psychologie clinique en 2019.
En 2020, il épouse la soprano Valentine Lemercier.

### Parcours politique
Il adhère au Front national en 2011. En 2012, il devient assistant parlementaire de Gilbert Collard ; il l'interroge régulièrement dans une émission intitulée Debout les mots et diffusée sur sa chaîne YouTube.
Il se présente aux élections municipales de 2014 à Vauvert sur la liste conduite par son père, mais n'est pas élu. Il devient toutefois conseiller municipal courant 2014.
En mars 2015, il bat Jean Denat et Pascale Fortunat-Deschamps et est élu conseiller départemental dans le canton de Vauvert, en tandem avec Béatrice Pruvot. Son suppléant est Thierry Cortès, président de l'association Valeurs et Vérités qui organise des conférences sur le secteur. Le 2 avril suivant, lors de l’élection à la présidence du conseil départemental du Gard, il recueille quatre suffrages.
En 2017, il devient suppléant de Gilbert Collard à l'Assemblée, puis prend la tête de la fédération du Gard du FN. Alors que Gilbert Collard lui succède en novembre 2018, il affirme avoir « pris [s]es distances avec le monde politique ».
Gilbert Collard ayant été élu aux élections européennes de mai 2019, il doit le remplacer comme député de la deuxième circonscription du Gard, mais après l’éventuel rejet des recours formés contre la validité des européennes,. Renonçant à son mandat d'élu vauverdois, Nicolas Meizonnet affirme à cette occasion vouloir travailler à l'inscription de la culture camarguaise au patrimoine culturel immatériel. Sa prise de fonction est cependant retardée en raison du dépôt par le Parti animaliste d'un recours portant sur les résultats de sa liste lors des européennes. Le 25 octobre 2019, le Conseil constitutionnel rejette le recours contre les élections européennes. Il devient finalement député le 1er février 2020, après le rejet du dernier recours qui pendait,. Il intègre la commission de la Défense nationale et des Forces armées.
En novembre 2020, à nouveau candidat à la présidence du conseil départemental, il recueille trois voix. Lors des élections départementales de l’année suivante, candidat à sa réélection dans le canton de Vauvert en binôme avec Carole Calba-Schwartz, il est battu par les candidats de gauche Pascale Fortunat-Deschamps et Bruno Pascal, avec 49 % des suffrages exprimés au second tour, dans un contexte de forte abstention (62,7 %).
En 2022, il se représente aux élections législatives, mais son ancien mentor Collard préfère soutenir son gendre, le candidat de Reconquête Anthony Leroy. Il arrive néanmoins en tête du premier tour, se retrouvant en duel face à Yvan Lachaud au second, et bat ce dernier au second. Sa suppléante est la manadière Caroline Devaux.
Lors des élections législatives de 2024, il est réélu dès le premier tour dans la deuxième circonscription du Gard.

## Positionnement
De sensibilité identitaire et conservatrice, Nicolas Meizonnet s'affiche comme un « libéral modéré » et se réclame de la « droite nationale » et a effectué des tentatives de rapprochement avec la droite locale du Gard.
Il a participé en 2013 aux manifestations contre la légalisation du mariage entre personnes de même sexe, engagement qu'il revendique dix ans plus tard.
Il se réjouit publiquement de la réélection de Donald Trump en 2024 malgré les consignes du RN qui se veut officiellement neutre sur la présidentielle américaine.